# Huskvarna Stad (station)

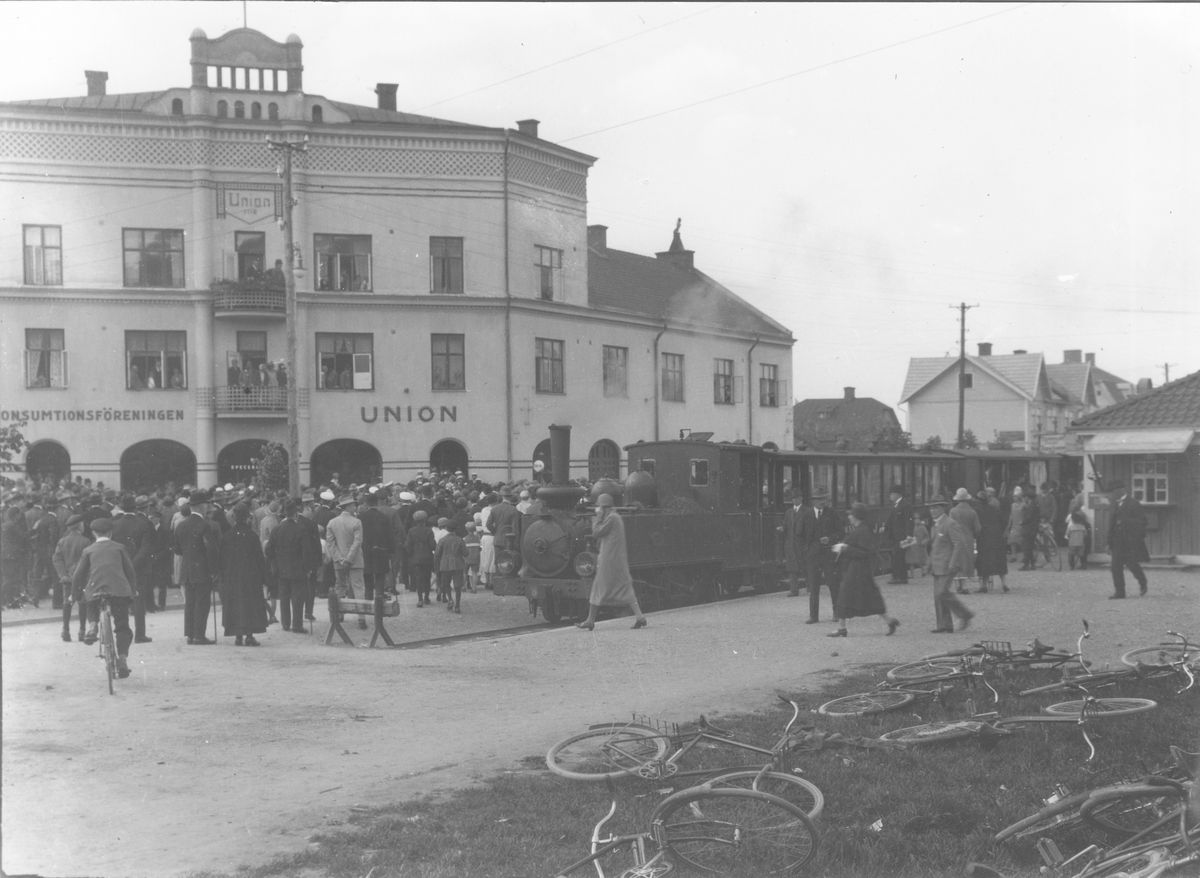
Stationen Huskvarna Stad och Unionshuset

Huskvarna Stad var en station vid Esplanaden i Huskvarna, som trafikerades av Jönköping–Gripenbergs Järnväg mellan 1923 och 1932.. Stationen låg 0,8 kilometer öster om Rosendala station vid slutet av ett stickspår, som gick utmed Drottninggatan fram till Unionshuset vid Erik Dahlbergsgatan och Esplanaden.
Huskvarna Stad var enbart en station för persontrafik. Den ersatte 1923 Huskvarna Östra station som därefter endast användes för godstrafik.